# Siccia minuta
Siccia minuta là một loài bướm đêm thuộc phân họ Arctiinae, họ Erebidae.